# Married on Horseback
Married on Horseback è un cortometraggio muto del 1910 diretto da Fred J. Balshofer.

## Produzione
Il film fu prodotto dalla Bison Motion Pictures e dalla New York Motion Picture.

## Distribuzione
Distribuito dalla Motion Picture Distributors and Sales Company, il film - un cortometraggio in una bobina - uscì nelle sale cinematografiche statunitensi il 3 giugno 1910. La Western Import Company lo distribuì nel Regno Unito il 20 luglio 1912 in una versione ridotta di 231,65 metri.